# Frederik Ferdinand Helsted

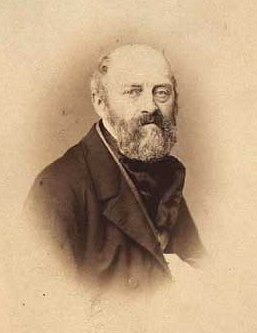
Frederik Ferdinand Helsted

Frederik Ferdinand Helsted (* 18. März 1809 in Kopenhagen; † 11. Dezember 1875 ebenda) war ein dänischer Maler, Lithograf und Zeichenlehrer.

## Leben
Der Sohn des Schuhmachermeisters Johan Sigersen Helsted und der Ane Marie, geborene Salathee, begann zunächst im Alter von 10 Jahren eine Musikerausbildung, als 14-Jähriger begann er in der Werkstatt seines Vaters eine Lehre als Schuhmacher. Er gab jedoch den Wunsch, wie sein Cousin und dessen Söhne Musiker zu werden, auf und studierte von 1834 bis 1837 Malerei an der Kopenhagener Kunstakademie, 1836 unterbrochen von kurzzeitigem Zeichenunterricht bei Christoffer Wilhelm Eckersberg, der ihn 1838 auch im Zeichnen von Perspektiven unterwies. Für seine Arbeiten wurde er 1834 und 1837 mit Silbermedaillen und 1836 mit einer Geldprämie ausgezeichnet. 1836 bestellte der nachmalige dänische König Christian VIII. (1786–1848; König 1839) ein Gemälde bei ihm und 1837 bekam er den Auftrag, Steins anatomisches Lehrbuch für Bildhauer zu illustrieren. 1841 heiratete er in Kopenhagen Anna Christiane Wilhelmine Olsen (1815–1889) und reiste mit eigenen Mitteln nach Düsseldorf, wo er in den Jahren von ca. 1842 bis 1844 fast 3½ Jahre blieb. Anschließend kehrte er über Nizza, Rom und Florenz zurück nach Kopenhagen. 1845 gründete er eine Zeichenschule, die als bedeutendste Ausbildungsstätte neben der Kunstakademie bis kurz vor seinem Tod existierte. 1849 gab er die Malerei auf und betätigte sich ausschließlich als Zeichenlehrer. Bestattet wurde er auf dem Holmens Kirkegård in Kopenhagen.
Sein Sohn Axel Helsted (1847–1907) war sein Schüler und wurde ebenfalls Maler. Der Musiker Siger Helsted (ca. 1792–1841), die Komponisten Edvard (1816–1900), Carl Helsted (1818–1904) und Gustav Helsted (1857–1904) sowie der Maler Viggo Helsted (1861–1921) waren Nachkommen des Handschuhmachers Mads Sigersen Helsted, eines Bruders seines Vaters.

## Schriften
- Veiledning i Tegnekonstens allerförste Grunde. Hefte 1–8, 1850.

## Werke
Helsted führte eine große Zahl von figürlichen Kompositionen und Bildnissen aus. Des Weiteren entwickelte er Vorlagen zu Lithografien und lithografierte auch selbst. 1833–1849 war er mit 53 Arbeiten an den Ausstellungen in Schloss Charlottenborg bei Kopenhagen vertreten, 1898 in der Ausstellung des königlichen Theaters und 1901 in der Ausstellung im Rathaus von Kopenhagen.
- Klarinette spielender Greis (En blind Olding spillkende Klarinet); ausgestellt: 1836.
- Eine Mutter mit ihrem Kind, in einer Höhle Schutz vor dem Minotaurus suchend (En moder med sin datter, som på flugt for ofringen til Minotaurus have søgt skjul i en hule); ausgestellt 1837; ehemals im Besitz von König Christian VIII.; 1864 aus dem Besitz von König Frederik VII. versteigert.
- Zwei Blumen bindende Kinder (To børn som binde blomster); ausgestellt 1841; ehemals Besitz von König Christian VIII.[3]
- Ein Hirte mit seinem Lamm (En hyrde med sit lam); in Rom gemalte Studie; ausgestellt 1845.
- Kain und Abel (Kain og Abel), Modell (Skizze); ausgestellt 1847.
- Spielender Knabe (Dreng der spiller terre), Terracotta; ausgestellt 1847.
- Kinderköpfchen: Toreby, Fuglsang Kunstmuseum.

Bildnisse:
- Bildnis des Architekten Theophilus Hansen, 1838: Kopenhagen, Königl. Akademie für die schönen Künste.
- Bildnis des Chirurgen Johann Christian Wendt (1777–1845). Lithografie 1838.
- Bildnis des Malers Detlef Conrad Blunck (1798–1854), um 1840: ehemals Sammlung Johan Hansen (1932/34 aufgelöst); Schleswig, Schleswig-Holsteinisches Landesmuseum.
- Bildnis des Bildhauers Bertel Thorvaldsen, nach Horace Vernet, Öl auf Leinwand, 98 × 74 cm, 1845; Abb.: Lexikon der Düsseldorfer Malerschule, Bd. 2.
- Theobald Stein und seine Brüder (Th. Stein og hans to brødre), 1846.
- Landgraf Wilhelm von Hessen (Landgreve Wilhelm af Hessen); ausgestellt 1847.
- Bildnis des schwedischen Musikers und Schauspielers Michael Wiehe, ausgestellt: 1847: Kopenhagen, Königliches Theater.
- Bildnis des Chemikers Wilhelm Christian Zeise: Schloss Fredriksborg.
- Konteradmiral C. P. Flensborg und Gattin,[4] Lithografie: u. a. in der Kupferstichsammlung Kopenhagen; Abb.: Veiledning i Tegnekonstens allerförste Grunde, H. 1–8, 1850.
- Selbstbildnis; Abb.: Dansk Biografisk Leksikon X, 1936, S. 25.

## Bildnis
- Axel Helsted: Bildnis Frederik Ferdinand Helsted, Öl auf Leinwand (Kunsthandel).